# (154714) de Schepper
(154714) de Schepper est un astéroïde de la ceinture principale.

## Description
(154714) de Schepper est un astéroïde de la ceinture principale. Il fut découvert le 6 juin 2004 à Uccle par Peter De Cat. Il présente une orbite caractérisée par un demi-grand axe de 2,47 UA, une excentricité de 0,12 et une inclinaison de 8,1° par rapport à l'écliptique.

## Compléments